# Fuxing
Der Stadtbezirk Fuxing (chinesisch 復興區 / 复兴区, Pinyin Fùxīng Qū) ist ein Stadtbezirk der bezirksfreien Stadt Handan im Süden der chinesischen Provinz Hebei. Er hat eine Fläche von 142,7 km² und zählt 252.057 Einwohner (Stand: Zensus 2010).

## Administrative Gliederung
Auf Gemeindeebene setzt sich der Stadtbezirk aus sieben Straßenvierteln und einer Gemeinden zusammen. 